# 阿多甾醇
阿多甾醇（英語：Adosterol，或称作6β-碘甲基-19-去甲胆甾-5(10)-烯-3β-醇，6β-Iodmethyl-19-norcholest-5(10)-en-3β-ol，化学式C27H45OI）是一种带有碘取代基的甾醇，其碘原子可用I-131核素来作为同位素标记。